# Sündenbock

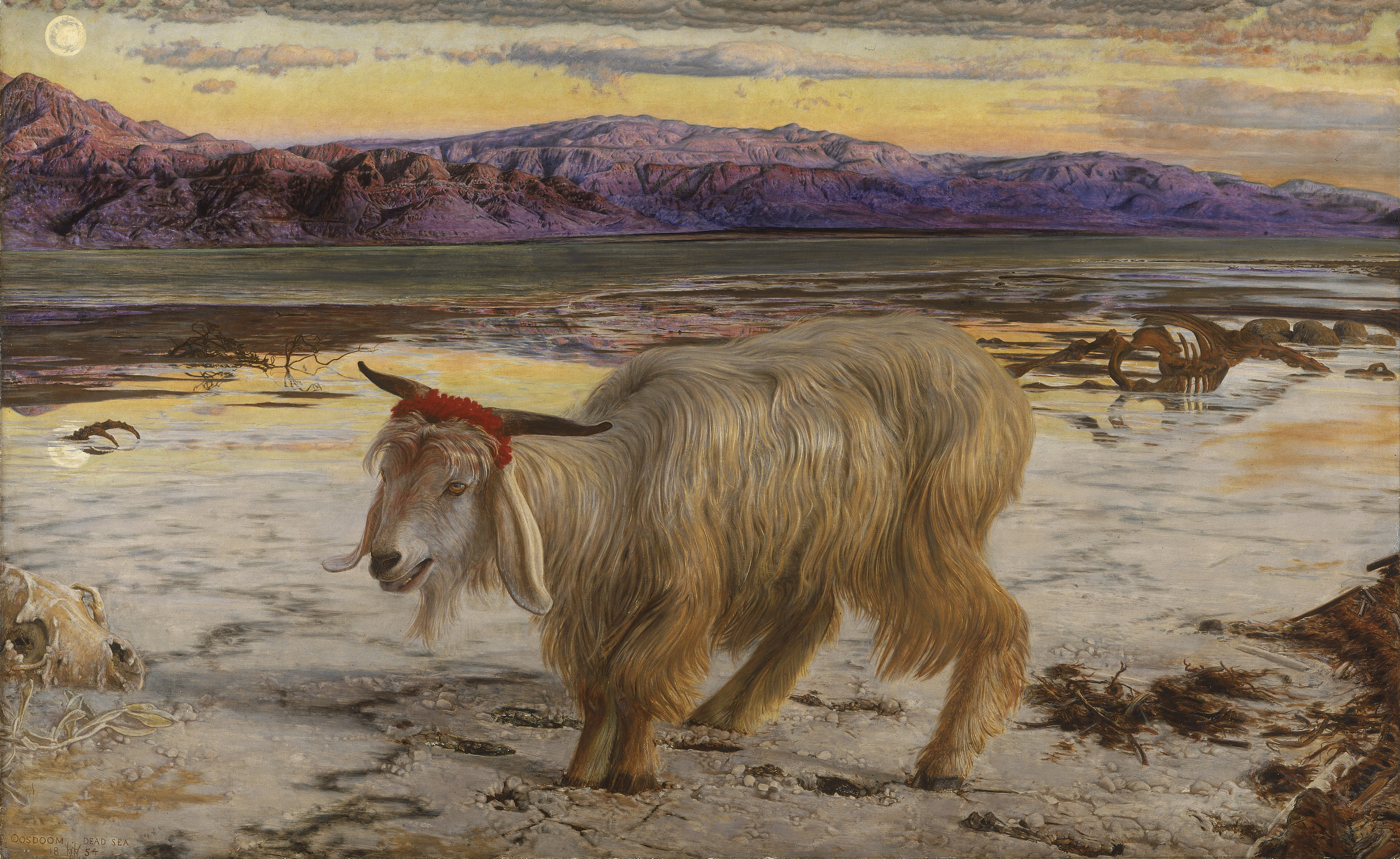
The Scapegoat (Der Sündenbock)
William Holman Hunt (1854)

Der Sündenbock spielte bis zur Zerstörung des Jerusalemer Tempels (70 nach Christus) in der Liturgie des Großen Versöhnungstages eine besondere Rolle: Er wurde, symbolisch beladen mit den Sünden des Volkes Israel, in die Wüste geschickt und diente der jährlichen Versöhnung zwischen Gott und Mensch.
Sowohl der Begriff „Sündenbock“ als auch der Ausdruck „[jemanden] in die Wüste schicken“ haben als bildhafte Redeweise Eingang in die Alltagssprache gefunden. Darüber hinaus findet die Bezeichnung „Sündenbock“ auch in der Gruppendynamik, der Soziologie und in der Organisationslehre Verwendung.

## Begriffsherkunft
Der deutsche Begriff „Sündenbock“ wurde durch die Bibelübersetzung Martin Luthers geprägt und geht auf den biblischen Bock zurück, für den das Los ‚für Asasel‘ gezogen wurde: Am jährlichen Jom Kippur, dem Versöhnungstag im Judentum, machte der Hohepriester die gesellschaftlichen Sünden der israelitischen Nation öffentlich vor der Versammlung bekannt, während er symbolisch seine Hände auf einen durch Los ermittelten Ziegenbock hielt; Menschen in der Versammlung konnten individuell Sünden bekennen. Der Bock wurde daraufhin vom Hohenpriester in die Wildnis der Wüsteneinöde geschickt. Um eine Rückkehr dieses Ziegenbockes ‚für Asasel‘ aus der Wildnis zu verhindern, wurde er in der Praxis des zweiten Tempels außerhalb Jerusalems zu einer hohen Klippe gebracht und über deren Kante gestoßen. Entgegen der abendländisch geprägten umgangssprachlichen Benutzung des deutschen pejorativen Begriffs „Sündenbock“ aus der Lutherbibel wird dem Bock ‚für Asasel‘ nicht wirklich Schuld für Unglück oder gar Sünde zugeschoben, weil Sünden im Judentum nicht übertragbar oder vererbbar sind (vgl. „Erbsünde“) und die ursprüngliche Vorstellung das öffentliche Geständnis der eigenen Sünden von der Gemeinschaft forderte. Die Sühne beginnt mit dem Sündenbekenntnis vor Gott und geschieht durch moralische Umkehr (zu Gott). Die spirituell-moralischen Aspekte überwiegen die rituellen, und der Ausspruch, dass „Umkehr, Gebet und gute Taten die Härte unseres Schicksals verwandeln können“, wurde in das jüdische Gebetbuch aufgenommen (Achtzehnbittengebet).
Das Opferprozedere wird von JHWH dem Mose wie folgt vorgeschrieben: „Für die beiden Böcke soll er Lose kennzeichnen, ein Los ‚für den Herrn‘ und ein Los ‚für Asasel‘. Aaron soll den Bock, für den das Los ‚für den Herrn‘ herauskommt, herbeiführen und ihn als Sündopfer darbringen. Der Bock, für den das Los ‚für Asasel‘ herauskommt, soll lebend vor den Herrn gestellt werden, um für die Sühne zu dienen und zu Asasel in die Wüste geschickt zu werden. … Aaron soll seine beiden Hände auf den Kopf des lebenden Bockes legen und über ihm alle Sünden der Israeliten, alle ihre Frevel und alle ihre Fehler bekennen. Nachdem er sie so auf den Kopf des Bockes geladen hat, soll er ihn durch einen bereitstehenden Mann in die Wüste treiben lassen und der Bock soll alle ihre Sünden mit sich in die Einöde tragen.“ (Lev 16,8–21 )
Der Text wie das dahinter stehende Ritual haben vermutlich ein mehrstufiges Wachstum hinter sich. Der Bock ‚für Asasel‘ wird in der Endfassung in die Wüstenwildnis geschickt, die durch Asasel archaisch symbolisiert ist und als ein Ort der Unreinheit gilt, und der andere Bock ‚für JHWH‘ wird rituell geopfert. Ähnliche Rituale sind aus Mesopotamien und Anatolien bekannt.
Über die etymologische Herleitung des Namens Asasel gibt es verschiedene Hypothesen. Sowohl akkadische, ugaritische oder ägyptische Wurzeln werden vorgeschlagen. Levitikus 16 ist innerhalb der Bibel die einzige Stelle zu Asasel. Erst später in außerbiblischer Literatur (Qumran und 1. Henoch) wird er zu einem Verbündeten des Anklägerengels Satan. Theologisch entspricht dieses außerbiblische Bild einem dualistischen Gottesverständnis. So werden auch im Animismus ethnischer Religionen schadenstiftende Geister durch bestimmte rituelle Handlungen besänftigt. Im kanaanitischen Pantheon gibt es eine Parallele. In einer ugaritischen Darstellung ist Baal-Hammon der Fruchtbarkeitsgott und der von ihm bekämpfte Yam (Lothan) der Überschwemmungen und Wassernot bringende Meeresgott. Der griechische Raum kennt diese Dualität als Herakles und die von ihm besiegte Schlange Ladon.

## Rolle des Sündenbocks
In der Gruppendynamik ist der Sündenbock eine Ausprägung der Omega-Position in der Gruppe. Der Sündenbock hat sowohl eine zugeteilte Funktion als auch eine Rolle.

## Soziologische Relevanz des Begriffes
Die soziale Rolle des Sündenbocks lässt sich auch einer ganzen Gruppe von Menschen per Attribution zuweisen. Sind Menschen frustriert oder unglücklich, richten sie ihre Aggression oft auf Personen oder Gruppen, die unbeliebt, leicht identifizierbar und machtlos sind.
Dies kann auch mittels einer durch Machteliten verbreiteten Ideologie geschehen, die ein Feindbild bewusst entwickelt mit dem Ziel, bestimmte soziale, ethnische oder politische Minderheiten zum Sündenbock für aktuelle Krisenerscheinungen zu machen oder von der eigenen mangelnden oder schwindenden Legitimation abzulenken (siehe zum Beispiel Holocaust). Eine solche Projektion auf einen Sündenbock kann für die Bevölkerungsmehrheit eine identitätsstiftende Funktion bekommen.
Der Soziologe Lewis Coser hat 1964 in Sociological Theory den Begriff „Sündenbock“ in Bezug auf die Verschiebung von nicht direkt ausfechtbaren sozialen Konflikten (realistic conflicts) auf abstraktere, aber ausfechtbare Konfliktebenen (unrealistic conflicts) verwendet.
Der Religionsphilosoph René Girard machte in seiner Anthropologie aus dem von ihm so benannten „Sündenbockmechanismus“ (engl. Scapegoating) eine grundlegende Hypothese über die Entstehung der menschlichen Kultur: Gebraucht wird der Sündenbock, wenn die Gemeinschaft innerlich zerrissen ist oder sich von einer Katastrophe bedroht fühlt. Indem eine falsche kausale Verbindung zwischen Bedrohung und dem ausgewählten Sündenbock hergestellt wird, kann das Übel veräußert und die Gemeinschaft wieder geeinigt und stabilisiert werden.

## Organisationslehre
In der Organisationslehre kennt man das Kongruenzprinzip der Organisation. Es besagt, dass Aufgaben, Kompetenzen, Verantwortung und Informationen an nachgeordnete Stellen deckungsgleich übertragen werden müssen. Geschieht das nicht und sind die Kompetenzen im Vergleich zu den Aufgaben und der Verantwortung zu groß, dann muss jemand die Verantwortung für Sachverhalte übernehmen, für die er keine Kompetenzen besitzt und die nicht zu seinen Aufgaben zählen. Dann spricht man beim Aufgabenträger von einem „Sündenbock“.